# Brosses
Brosses és un municipi francès, situat al departament del Yonne i a la regió de Borgonya - Franc Comtat. L'any 2007 tenia 286 habitants.

## Demografia

### Població
El 2007 la població de fet de Brosses era de 286 persones. Hi havia 132 famílies, de les quals 48 eren unipersonals (20 homes vivint sols i 28 dones vivint soles), 44 parelles sense fills, 24 parelles amb fills i 16 famílies monoparentals amb fills.
La població ha evolucionat segons el següent gràfic:
Habitants censats

### Habitatges
El 2007 hi havia 242 habitatges, 138 eren l'habitatge principal de la família, 88 eren segones residències i 16 estaven desocupats. Tots els 242 habitatges eren cases. Dels 138 habitatges principals, 127 estaven ocupats pels seus propietaris, 9 estaven llogats i ocupats pels llogaters i 2 estaven cedits a títol gratuït; 2 tenien una cambra, 11 en tenien dues, 22 en tenien tres, 40 en tenien quatre i 63 en tenien cinc o més. 103 habitatges disposaven pel capbaix d'una plaça de pàrquing. A 62 habitatges hi havia un automòbil i a 62 n'hi havia dos o més.

### Piràmide de població
La piràmide de població per edats i sexe el 2009 era:
| Homes | Edats   | Dones |
| ----- | ------- | ----- |
| 0     | 95 o +  | 0     |
| 0     | 90 a 94 | 0     |
| 0     | 85 a 89 | 0     |
| 0     | 80 a 84 | 4     |
| 4     | 75 a 79 | 8     |
| 20    | 70 a 74 | 8     |
| 12    | 65 a 69 | 20    |
| 12    | 60 a 64 | 4     |
| 8     | 55 a 59 | 0     |
| 16    | 50 a 54 | 12    |
| 8     | 45 a 49 | 8     |
| 4     | 40 a 44 | 20    |
| 0     | 35 a 39 | 0     |
| 8     | 30 a 34 | 8     |
| 8     | 25 a 29 | 8     |
| 8     | 20 a 24 | 8     |
| 20    | 15 a 19 | 12    |
| 0     | 10 a 14 | 8     |
| 0     | 5 a 9   | 0     |
| 8     | 0 a 4   | 0     |

## Economia
El 2007 la població en edat de treballar era de 179 persones, 132 eren actives i 47 eren inactives. De les 132 persones actives 114 estaven ocupades (60 homes i 54 dones) i 18 estaven aturades (6 homes i 12 dones). De les 47 persones inactives 29 estaven jubilades, 3 estaven estudiant i 15 estaven classificades com a «altres inactius».

### Ingressos
El 2009 a Brosses hi havia 136 unitats fiscals que integraven 280 persones, la mediana anual d'ingressos fiscals per persona era de 19.341 €.

### Activitats econòmiques
Dels 14 establiments que hi havia el 2007, 1 era d'una empresa de fabricació de material elèctric, 4 d'empreses de construcció, 3 d'empreses de comerç i reparació d'automòbils, 2 d'empreses de transport, 1 d'una empresa immobiliària i 3 d'empreses de serveis.
Dels 5 establiments de servei als particulars que hi havia el 2009, 1 era una oficina de correu, 1 paleta, 1 fusteria, 1 electricista i 1 empresa de construcció.
L'any 2000 a Brosses hi havia 12 explotacions agrícoles que ocupaven un total de 868 hectàrees.

## Poblacions més properes
El següent diagrama mostra les poblacions més properes.